# Marcel Sulzberger
Marcel Sulzberger, eigentlich Johannes Heinrich Samuel Sulzberger, (* 24. Dezember 1876 in Frankfurt am Main als Sohn Schweizer Eltern; † Anfang Januar 1941 in Zürich) war ein schweizerischer Komponist, Pianist und Musikschriftsteller.

## Leben
Es gibt wenig gesicherte Daten über sein Leben, da Sulzberger selbst daran mitgewirkt hat, manches im Unklaren zu lassen (z. B. sein Geburtsjahr). Anhand der Geburtsurkunde im Frankfurter Personenstandsregister lässt sich allerdings belegen, dass Sulzberger am 24. Dezember 1876 als Sohn des methodistischen Predigers Dr. phil. Arnold Sulzberger und dessen Ehefrau Ida Cäcilie, geborene Baur, im Frankfurter Röderbergweg No. 88 geboren wurde.
Ab 1900 studierte er an der Universität und am Konservatorium Zürich. Als Komponist trat er erstmals 1904 in Erscheinung, als seine Elegie für Orchester in der Tonhalle Zürich unter Lothar Kempter uraufgeführt wurde. In Zürich hatte er Kontakt mit Othmar Schoeck und Gabriel Fauré. Nachdem dieser ihm das Weiterstudium bei Charles-Marie Widor in Paris empfohlen hatte, begab sich Sulzberger 1906 dorthin und kehrte 1911 nach Zürich zurück. Er gehörte bald zu dem engeren Freundeskreis des im Ersten Weltkrieg in die Schweiz emigrierten Ferruccio Busoni, den er glühend verehrte und für dessen Werk er sich einsetzte. Gesichert scheint auch zu sein, dass Sulzberger 1917 – anscheinend folgenlos – an einer Veranstaltung der Galerie Dada in Zürich teilnahm, bei der u. a. auch Hugo Ball und Tristan Tzara mitwirkten.

## Stil
Während seiner Studienzeit stand der frankophile Sulzberger noch ganz unter dem Einfluss der Musik von Claude Debussy. Er gilt jedoch als einer der ersten Schweizer Komponisten, der sich von der Tonalität abwandte und mit der Bitonalität bzw. Freitonalität experimentierte. Andere nehmen in seiner Musik zugleich Anklänge an Fauré und an den Stil der Zweiten Wiener Schule wahr. Sulzbergers Kompositionen fanden bei den zeitgenössischen Schweizer Kritikern keine Beachtung, da sein Kompositionsstil seiner Zeit weit voraus war.

## Werke
- Elegie für Orchester (1904)
- Ballade fantasque für Klavier und Orchester (1905)
- Lieder für Gesang und Klavier, daraus An die Entfernte
- Chanson d'été
- Cortège et fête für Klavier (verschollen)
- Sonate für Violine und Klavier (1919), uraufgeführt in Paris (1924)

## Nachlass
Der Nachlass Sulzbergers befindet sich in der Zentralbibliothek in Zürich und enthält u. a. Briefe von Hugo Ball, Busoni, Debussy, Ernst von Dohnányi, Joseph Szigeti, Richard Strauss und Felix Weingartner an Sulzberger.